# Wydział Humanistyczno-Społeczny Uniwersytetu Bielsko-Bialskiego
Wydział Humanistyczno-Społeczny Uniwersytetu Bielsko-Bialskiego (WHS UBB) – jeden z 5 wydziałów Uniwersytetu Bielsko-Bialskiego, powstały w 2001 roku wraz z przekształceniem filii Politechniki Łódzkiej w tym mieście w samodzielną uczelnię. Kształci studentów na trzech podstawowych kierunkach zaliczanych do nauk humanistyczno-społecznych, na studiach stacjonarnych oraz niestacjonarnych.
Wydział Humanistyczno-Społeczny jest jednostką interdyscyplinarną. W jego ramach znajduje się 6 katedr. Siedziba wydziału znajduje się w Kampusie Głównym ATH przy ul. Willowej 2, w dzielnicy Mikuszowice. Aktualnie zatrudnionych jest 79 pracowników naukowo-dydaktycznych (z czego 8 na stanowisku profesora zwyczajnego, 12 na stanowisku profesora nadzwyczajnego ze stopniem doktora habilitowanego, 44 adiunktów ze stopniem doktora oraz 15 na stanowisku asystenta z tytułem zawodowym magistra.

## Historia
Początki Wydziału Humanistyczno-Społecznego Uniwersytetu Bielsko-Bialskiego związane są z podjęciem pod koniec lat 90. XX wieku próby przekształcenia filii Politechniki Łódzkiej w Bielsku-Białej w samodzielną uczelnię wyższą. Od samego początku bielskie środowisko akademicki skłaniało się ku idei, aby powstała nie tyle nowa politechnika, co uczelnia wielokierunkowa. Wniosek ten zyskał przychylność władz województwa śląskiego w 1999 roku. Oficjalnie w 2001 roku powołano do życia Akademię Techniczno-Humanistyczną, a wśród jej wydziałów znalazł się nowo powstały Wydział Humanistyczno-Społeczny, który ulokowano w budynku Kuratorium Oświaty przy ul. Piastowskiej w Bielsku-Białej. Przełomowym wydarzeniem było przeniesienie siedziby wydziału w kwietniu 2004 roku do kampusu akademickiego na bielskich Błoniach.

## Kierunki kształcenia
Dostępne kierunki:

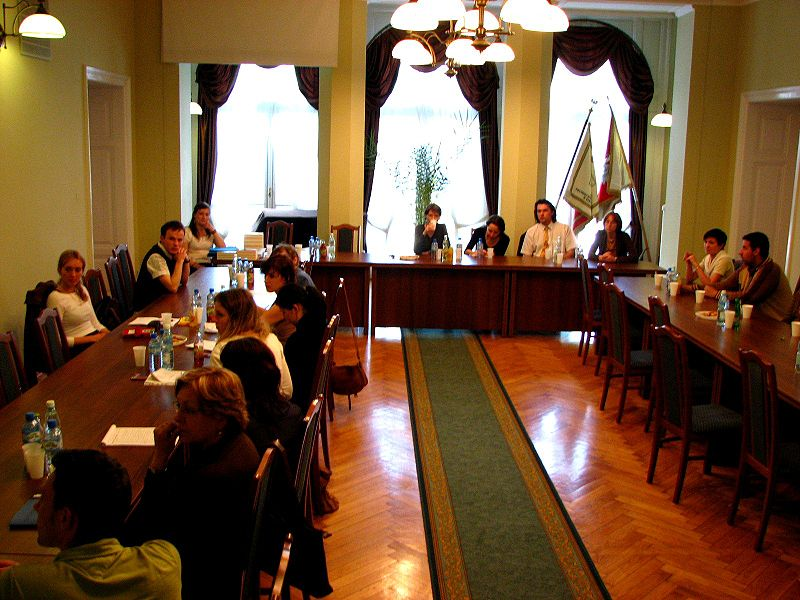
Koło Naukowe Slawistów ATH wchodzące w skład Katedry Językoznawstwa Ogólnego i Metodologii Badań Humanistycznych

- Filologia angielska (studia I i II stopnia)
- Filologia hiszpańska (studia I i II stopnia)
- Filologia polska (studia I i II stopnia)
- Komunikacja internetowa (studia I stopnia)
- Pedagogika stosowana (studia II stopnia)

## Poczet dziekanów
1. prof. dr hab. Iwona Nowakowska-Kempna (2001–2008)
2. prof. dr hab. Emil Tokarz (2008–2012)
3. dr hab. Marek Bernacki (2012–2020)
4. prof. dr hab. Ernest Zawada (od 2020)

## Władze Wydziału
W kadencji 2020–2024:
| Stanowisko                 | Imię i nazwisko             |
| -------------------------- | --------------------------- |
| Dziekan                    | prof. dr hab. Ernest Zawada |
| Prodziekan ds. Studenckich | dr Justyna Wojciechowska    |
| Prodziekan ds. Studenckich | dr Robert Pysz              |

## Struktura organizacyjna

### Instytut Neofilologii
Samodzielni pracownicy naukowi:
- dr hab. Maria Korusiewicz – dyrektor Instytutu
- prof. dr hab. Libor Pavera
- dr hab. Carlos Dimeo Alvarez
- dr hab. Dorota Chłopek
- dr hab. Katarzyna Ożańska-Ponikwia
- dr hab. Krzysztof Polok
- dr hab. Martin Stur
- dr hab. Piotr Żurek

### Instytut Pedagogiki
Samodzielni pracownicy naukowi:
- dr hab. Ewa Kochanowska – dyrektor Instytutu
- prof. dr hab. Rafał Majzner
- prof. dr hab. Ernest Zawada
- dr hab. Izabela Bieńkowska
- dr hab. Monika Miczka-Pajestka
- dr hab. Sławomir Sztobryn
- dr hab. Anna Zawada

### Katedra Polonistyki
Samodzielni pracownicy naukowi:
- dr hab. Michał Kopczyk – kierownik Katedry
- prof. dr hab. Tomasz Stępień
- dr hab. Aleksandra Banot
- dr hab. Marek Bernacki
- dr hab. Jolanta Szarlej
- dr hab. Barbara Tomalak